# Jay Freeman
Jay Freeman (také známý jako "Saurik") je vynálezce a programátor nejvíce známý pro jeho práci na jailbreaknutých iPhonech. Je členem iPhone dev Teamu. Také vyvíjí počítačové programy a webové addony. Názvy jeho programů většinou začínají na "CY" (např. Cydia a Cycorder).

## Projekty
Mezi jeho nejznámější projekty týkající se jailbreaknutých zařízení patří:
1. Cydia – softwarová aplikace, která umožňuje uživatelům najít a stáhnout užitečné aplikace pro zlepšení vzhledu a funkčnosti systému. (funguje na jailbreaknutých iPhonech iPodech touch iPadech)
2. Cycorder – rychlý program na nahrávání videa. Byl stažen z App storu, protože umožňoval nahrávání videa starým verzím iPhonu, které podle výrobce tuto možnost mít neměly

## Osobní život
Získal titul PhD jako student na University of California v Santa Barbaře.
Stal se zakladatelem společnosti SaurikIT.